# Clocher à pavillon

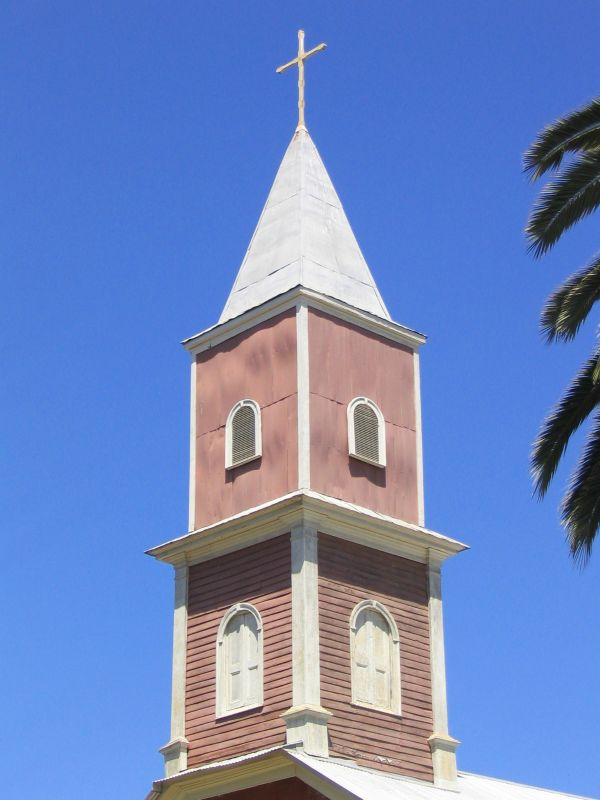
Clocher à pavillon à Barraza (Chili)

Le clocher à pavillon est un clocher qui ressemble à une pyramide à 4 pans et est donc en forme de flèche mais très courte. Il existe aussi des pavillons à six ou huit pans. Les matériaux sont variables, il s'agit cependant assez souvent en France de pavillons en charpente couverts d'ardoises ou de tuiles. C'est une toiture assez classique pour les églises rurales, notamment lorsque l'argent a manqué pour faire la flèche (en pierre ou en charpente) du clocher. Cela peut aussi être une toiture provisoire devenue définitive, par exemple sur l'église de Notre-Dame des Landes (Loire-Atlantique) dont la flèche foudroyée à plusieurs reprises, notamment en 1930 et 1937 ; la seconde fois, elle est remplacée par une toiture en pavillon. 